# 拉豐德灣
63°27′S 58°10′W / 63.450°S 58.167°W

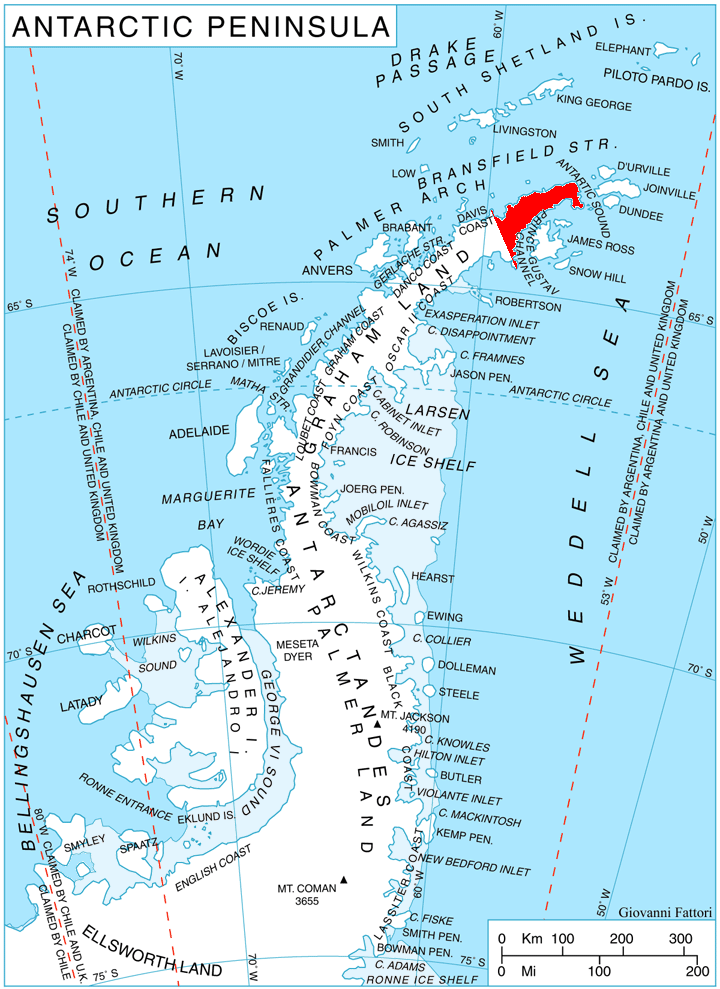

拉豐德灣（英語：Lafond Bay）是南極洲的海灣，位於葛拉漢地的特里尼蒂半島，處於科克雷爾半島以南，寬6公里，由英國研究隊測量，現時由南極條約體系管理。